# Puerto del Real Club Mediterráneo
El Puerto del Real Club Mediterráneo (RCM) es un puerto deportivo que se encuentra en la ciudad española de Málaga.

## Características
El Puerto posee un ancho de entrada de 70 m, una bocana de 8 m de calado, una dársena de entre 3 y 7 m de calado, 107 puntos de amarre y un fondeadero de arena, fango y tierra. Tiene además dos diques verticales de 44,5 y 72,35 m de longitud y 9,25 m de profundidad.
Cuenta con agua potable, amarres/boya, aparcamiento, asistencia sanitaria, autoridades marinas, bar, buceadores, club náutico, estafeta de correos, duchas, efectos navales, electricidad, grúa, hotel, información, playa, puerto deportivo/pesquero, servicios, teléfono, televisión y zona comercial.